# Момоти-Дольне
Момоти-Дольне (пол. Momoty Dolne) — село в Польщі, у гміні Янів-Любельський Янівського повіту Люблінського воєводства.
Населення — 244 особи (2011).
У 1975-1998 роках село належало до Тарнобжезького воєводства.

## Демографія
Демографічна структура станом на 31 березня 2011 року:
|          | Загалом | Допрацездатний вік | Працездатний вік | Постпрацездатний вік |
| -------- | ------- | ------------------ | ---------------- | -------------------- |
| Чоловіки | 117     | 16                 | 84               | 17                   |
| Жінки    | 127     | 30                 | 63               | 34                   |
| Разом    | 244     | 46                 | 147              | 51                   |